# Les Chambres
Les Chambres – miejscowość i dawna gmina we Francji, w regionie Kraj Loary, w departamencie Maine i Loara. W 2013 roku jej populacja wynosiła 144 mieszkańców. 
W dniu 1 stycznia 2016 roku z połączenia dwóch ówczesnych gmin – Les Chambres oraz Champcervon – utworzono nową gminę Le Grippon. Siedzibą gminy została miejscowość Champcervon. 